# Bailya intricata
Bailya intricata är en snäckart som först beskrevs av Dall 1884.  Bailya intricata ingår i släktet Bailya och familjen valthornssnäckor. Inga underarter finns listade i Catalogue of Life.